# Anthus melindae
Petinha-de-malindi ou petinha-de-melinde (Anthus melindae) é uma espécie de ave da família Motacillidae.
Pode ser encontrada nos seguintes países: Quénia e Somália.
Os seus habitats naturais são: campos de gramíneas subtropicais ou tropicais secos de baixa altitude e campos de gramíneas de baixa altitude subtropicais ou tropicais sazonalmente húmidos ou inundados.
Está ameaçada por perda de habitat.